# DBEdit 2
DBEdit 2 is een computerprogramma voor het beheren en bewerken van een relationele database. Het programma is compatibel met Oracle-, DB2- en MySQL-databases. Het wordt gebruikt om zoekopdrachten in de database uit te voeren, inhoud te bewerken en de database te beheren. Ook rapportering en database-synchronisatie is mogelijk. Het is geschreven in Java en maakt optimaal gebruik van de mogelijkheden van JDBC.
De applicatie is beschikbaar voor Windows, Mac, Linux en Solaris. Het is vrije, opensourcesoftware, ontwikkeld door Jef Van Den Ouweland en verspreid onder de GPL. De laatste versie is 2.4.6 en werd uitgegeven op 10 mei 2012.